# پایگاه هوایی مونبلیار – کورسل
پایگاه هوایی مونبلیار – کورسل (به انگلیسی: Montbéliard – Courcelles Aerodrome) (به زبان بومی: Aérodrome de Montbéliard - Courcelles) یک فرودگاه همگانی با کد یاتا XMF است که یک باند فرود سنگفرش دارد و طول باند آن ۱۷۰۰ متر است. این فرودگاه در شهر مونتبلیر کشور فرانسه قرار دارد و در ارتفاع ۳۱۷ متری از سطح دریا واقع شده‌است.